# Ideopsis oenopia
Ideopsis oenopia är en fjärilsart som beskrevs av Felder 1859. Ideopsis oenopia ingår i släktet Ideopsis och familjen praktfjärilar. Inga underarter finns listade i Catalogue of Life.